# Epistola manu Dei scripta
Epistola manu Dei scripta (List pisany ręką Boga) – polskie tłumaczenie utworu religijnego w formie listu z początku XVI wieku. 
Utwór, pisany prozą, jest anonimowym przekładem apokryfu, znanego od VI wieku, który cieszył się w średniowieczu dużą popularnością. Tekst został wpisany do manuskryptu przez Mikołaja z Krobina, prawdopodobnie w 1521. List był kopiowany i wydawany drukiem jeszcze w XVII wieku, zaś w folklorze zachował się do XX wieku.
List podpisany jest: „…ja Bog, Jezus Krystus, Pan wasz wierny. Anno Domini 1521”. Treść dzieła przypomina o konieczności święcenia niedzieli, powstrzymywania się wtedy od pracy i odmawiania modlitw. Udziela też ogólnych wskazówek etycznych jak przestrzeganie dekalogu i dzielenie się majątkiem z ubogimi. Brak wiary w prawdziwość list lub jego zatajenie ma sprowadzić potępienie przez Boga, zaś przechowywanie listu może uchronić przed klęskami żywiołowymi oraz zapewnić łaskę Bożą i bezpieczeństwo.